# Teresa Joaquim
Teresa Maria da Conceição Joaquim (1954), também conhecida como Teresa Joaquim, é doutora em Antropologia Social pelo ISCTE, professora auxiliar e coordenadora do Mestrado de Estudos sobre as Mulheres – Género, Cidadania e Desenvolvimento da Universidade Aberta, mestrado pioneiro na área no país (1995). Foi membro do Conselho Nacional de Ética para as Ciências da Vida (1996- 2001). É membro do Centro das Migrações e das Relações Interculturais.

## Percurso
Teresa Joaquim fez a Licenciatura em Filosofia na Faculdade de Letras de Lisboa em 1979 e o Doutoramento em Antropologia Social no ISCTE em 1995. É membro da Associação Portuguesa de Estudos Sobre as Mulheres (APEM); da ATHENA, Rede Europeia de Estudos das Mulheres/ATGender; e da Associação Portuguesa de Mulheres Cientistas (AMONET).
Foi umas das principais responsáveis pela consultoria científica dos Guiões de Educação, Género e Cidadania, materiais científico-pedagógicos produzidos e editados pela Comissão para a Cidadania e a Igualdade de Género (CIG) a partir de 2008, destinados à integração da igualdade de género nos currículos dos diferentes ciclos dos ensinos básico e secundário em Portugal. Estes materiais pedagógicos davam cumprimento ao artigo 5º da Convenção para a Eliminação de Todas as Formas de Discriminação Contra as Mulheres, da Organização das Nações Unidas.
Em 2004, foi docente do 1º Curso de Pós-Graduação Direito da Igualdade de Género do Centro de Direito da Família.
Em 2005, coordenou, juntamente com Fátima Grácio, Ana Maria Braga da Cruz, Paula Borges Santos, o Seminário Pensar o Futuro, organizado pela Fundação Cuidar o Futuro.
Em 2010, Teresa Joaquim foi convidada pelo município de Coruche para participar da conferência Mulheres: Passado e Presente, evento realizado para assinalar o Dia Internacional da Mulher.
Em 2015, apresentou Recursos Educativos: Comentário sobre a obra Género e Recursos Educativos Digitais e Mudança e Práticas Profissionais: Uma experiência de Educação ao Longo da Vida durante o evento organizado pelo Grupo de Investigação Estudos sobre as Mulheres, Género, Sociedade e Cultura (CEMRI/UAb).
Em 2017, foi conferencista na V edição do seminário Memória e Feminismos, Histórias de vida inseridas num percurso de 40 anos de feminismos em Portugal, realizado no Centro de Cultura e Intervenção Feminista CCIF/UMAR.
Em 2019, Joaquim foi moderadora do encontro Estudos sobre Mulheres/de Género/Feministas: os últimos 20 anos, organizado em Coimbra pela Associação Portuguesa de Estudos Sobre as Mulheres, com apoio da CIG.

## Obra

###### Livros[14]
- Joaquim, Teresa (org). Masculinidades, feminilidades. Porto: Afrontamento, 2010. ISBN 978-972-36-1101-4[15]

- Joaquim, Teresa. As causas das mulheres: a comunidade infigurável. Lisboa: Livros Horizonte, 2006. ISBN 972-24-1356-2[16]

- Joaquim, Teresa; Anabela Galhardo (org). Novos olhares : passado e presente nos estudos sobre as mulheres em Portugal - Oeiras: Celta Editora, 2003. ISBN 972-774-160-6[17]

###### Capítulos em livros
- Torres, Anália; Sant'Ana, Helena; Maciel, Diana (org). Estudos de Género numa perspetiva interdisciplinar. Lisboa: Mundos Sociais, 2015. ISBN: 978-989-8536-46-4[18][19][20]

###### Publicações científico-pedagógicas[14][21]
- Guião de educação género e cidadania, 3º ciclo  : género e TIC, sugestões práticas / Conceição Nogueira... [et al.]; coord. Teresa Pinto  ; cons. cient. Ângela Rodrigues, Teresa Joaquim. - 2ª ed. - Lisboa  : Comissão para a Cidadania e Igualdade de Género, 2015. ISBN 978-972-597-403-2

- Guião de educação género e cidadania: pré-escolar / texto Conceição Nogueira... [et al.]: coord. Maria João Cardona  ; cons. cient. Teresa Vasconcelos, Teresa Joaquim  ; il. Sílvia Castro. - 2ª ed. - Lisboa  : Comissão para a Cidadania e Igualdade de Género, 2015. ISBN 978-972-597-401-8

- Guião de educação género e cidadania: 1º ciclo / coord. Maria João Cardona... [et al.]; consul. científico Teresa Vasconcelos, Teresa Joaquim  ; rev. Teresa Pinto. - 1ª ed., 1ª reimp. - Lisboa: Comissão para a Cidadania e Igualdade de Género, 2015. ISBN 978-972-597-333-2

- Guião de educação género e cidadania: 3º ciclo do ensino básico / Conceição Nogueira... [et al.] ; coord. Teresa Pinto ; cons. cient. Ângela Rodrigues, Teresa Joaquim ; [ed. lit.] Comissão para a Cidadania e Igualdade de Género. - Lisboa : Comissão para a Cidadania e Igualdade de Género, 2010. - 1 v. em caixa : il. ; 25 x 18 x 3 cm. - Contém bibliografia. - Contém: Introdução enquadramento teórico ; Género e corpo : sugestões práticas ; Género e saúde : sugestões práticas ; Género e liderança : sugestões práticas  ; Género e TIC: sugestões práticas; Género e escolhas vocacionais : sugestões práticas ; Bibliografia, recursos, glossário. - ISBN 978-972-597-323-6